# Spinout (sang)
"Spinout" er en komposition af Sid Wayne, Dolores Fuller og Ben Weisman og er indsunget af Elvis Presley. "Spinout" var titelnummer til Elvis Presley-filmen Spinout fra 1966. Sangen blev indspillet af Elvis hos Radio Recorders i Hollywood den 17. februar 1966.
Sangen blev udsendt som A-side på en singleplade med "All That I Am" (Roy C. Bennett, Sid Tepper) som B-side. Herudover udkom "Spinout" samtidig med filmen i november 1966 på en LP-plade med soundtracket fra filmen. Soundtracket hed ligeledes Spinout.
"Spinout" er endvidere på CD'en fra 18. juli 1995 Command Performances – The Essential 60's Masters, vol. 2, som er en samling af de bedre af Elvis' filmsange fra hans mange spillefilm fra 1960'erne.

## Besætning
Ved indspilningen af "Spinout" deltog bl.a.:
- Elvis Presley, sang
- Scotty Moore, guitar
- Floyd Cramer, klaver
- Charlie Hodge, klaver
- D.J. Fontana, trommer
- Murrey "Buddy" Harman, trommer
- Homer "Boots" Randolph, saxofon
- The Jordanaires, kor